# إريك لوند (لاعب اتحاد الرغبي)
إريك لوند (بالإنجليزية: Erik Lund) (و. 1979  م) هو لاعب اتحاد الرغبي نرويجي، ولد في فريدريكستاد، مركز لعبه هو ساد ‏.

## روابط خارجية
- إريك لوند على موقع دوري الرغبي الممتاز (الإنجليزية)
- إريك لوند عل موقع إسبنسكروم (الإنجليزية)
- إريك لوند على موقع ItsRugby.co.uk (الإنجليزية)